# Giornata europea delle lingue

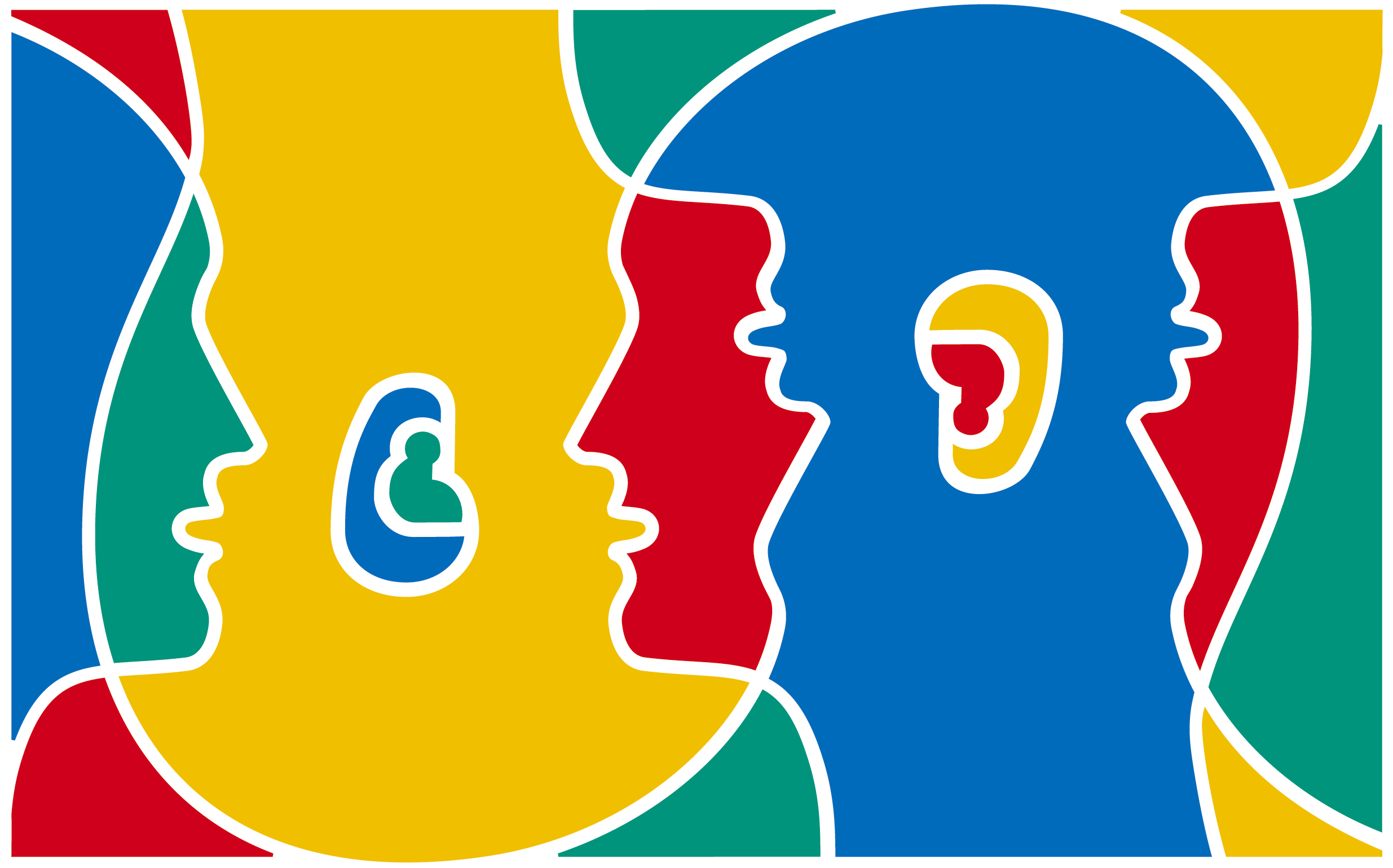
Logo della Giornata europea delle lingue.

Il 26 settembre è stata proclamata la Giornata europea delle lingue dal Consiglio d'Europa, con il patrocinio dell'Unione europea, il 1 dicembre del 2001, alla fine dell'anno europeo delle lingue, il 2001.
Il suo scopo è incoraggiare l'apprendimento delle lingue nel vecchio continente.
Tra gli obiettivi generali della Giornata europea delle lingue ci sono la sensibilizzazione sull'importanza dell'apprendimento delle lingue per migliorare il plurilinguismo e la comprensione interculturale, promuovere la diversità linguistica dell'Europa e incoraggiare uno studio delle lingue esteso a tutta la vita.

In occasione della Giornata, una serie di eventi vengono organizzati in tutta Europa, eventi per bambini, programmi radio e televisivi, conferenze.
 Gli eventi non sono organizzati né dal Consiglio né dall'Unione europea, anche se questi stanziano dei fondi per l'occasione: gli Stati membri e i partner ricevono un aiuto per organizzare le attività. 
Per coordinare le attività, il Consiglio d'Europa chiede ai Paesi partecipanti di nominare dei referenti nazionali.
Ci sono circa 225 lingue indigene in Europa – il 3% delle lingue mondiali. La maggior parte di esse è di origine indoeuropea, inoltre con l'arrivo di immigrati e rifugiati essa ha accresciuto il suo multilinguismo. Nella sola Londra si parlano 300 lingue.
Secondo un sondaggio europeo “Gli europei e le loro lingue” (“Eurobarometro speciale 243”, febbraio 2006), il 56% dei cittadini europei (Ue a 25 membri) parla una lingua diversa dalla propria lingua madre, il 28% padroneggia due lingue straniere, il 38% sa l'inglese, il 14% sa il francese o il tedesco.
 Il tipico europeo che parla più lingue è uno studente, un manager o è nato in un paese la cui lingua è diversa da quella dei genitori.

La Ue propugna una politica multilinguistica, sia nei suoi lavori istituzionali, sia come scopo per i suoi cittadini.
 Al vertice di Barcellona, nel 2002, si è prefissata come obiettivo quello di far imparare ai bambini almeno due lingue in giovane età. Il multilinguismo in Europa è legato alla mobilità dei lavoratori e all'economia.
L'Ue investe più di 30 milioni di euro all'anno per promuovere l'apprendimento delle lingue e la diversità linguistica tramite i programmi Socrates e Leonardo da Vinci, una politica iniziata con il pionieristico programma Lingua, nel 1990.